# Rosarito
Rosarito, offiziell Playas de Rosarito, ist eine Stadt im mexikanischen Bundesstaat Baja California. Sie ist Sitz des Municipios Playas de Rosarito und hat 65.278 Einwohner. 
Die Stadt liegt an der Westküste Niederkaliforniens etwa 17 Kilometer südlich von Tijuana entfernt. In der Nähe der Stadt liegen die Fox Studios, in denen viele Szenen des Films Titanic gedreht wurden. Einige Gegenstände aus dem Film sind jetzt in einem Museum nahe der Stadt ausgestellt.

## Weblink
- offizielle Website von Playas de Rosarito (spanisch)